# Mirovia
Mirovia (von russ. мировой (mirovoi) – global) war ein hypothetischer, weltumspannender Ozean, der den Superkontinent Rodinia – 1.100 bis 800 mya (Millionen Jahre vor heute) – in der Ära des Neoproterozoikums umgab.
Im Cryogenium – 750 mya – waren Mirovia und der Großteil Rodinias rund um den Südpol gelegen und bis zu einer Tiefe von 2 km gefroren. Nur ein Teil Rodinias – Gondwana – lag äquatornah im Panafrikanischen Ozean und war nicht im Eis des Schneeballs Erde eingepackt. 
Im Ediacarium – 600 mya –, als die Bruchstücke Rodinias gen Norden drifteten und sich das makroskopische Leben langsam entwickelte, entstand aus Mirovia der globale Ozean Panthalassa.
Der präkambrische Vorläufer Mirovias, der die mehr oder weniger hypothetischen früheren Superkontinente Columbia, Kenorland oder gar Ur umgab, wird in den Geowissenschaften mit keinem eigenen Namen bezeichnet.